# Двельф
Двельф, или двэльф, — бесшёрстная кошка, полученная в результате скрещивания манчкина, канадского сфинкса и американского кёрла. Она отличается короткими лапами, клиновидной головой и ушами эльфа. Носит статус «экспериментальной»: представителей данной породы насчитывается несколько десятков.

## История
Официально первый представитель породы двэльф появился в 2009 году. Родился он в результате сложной селекционной программы с использованием пород Muchkin, American Curl, Sphynx. В породе двэльф присутствуют черты всех её прародителей.
Согласно заявлению International Cat Care, кошки этой породы страдают от физических уродств, включая отсутствие шерсти и деформирование конечностей. «Разведение с целью получения уродств неэтично и вызывает неприемлемую боль и страдания. Эти дефекты, особенно деформации конечностей (короткие, кривые ноги) и аномальные суставы, болезненны и ограничивают подвижность, тем самым не давая этим кошкам вести себя нормально, что необходимо для их благополучия и возможности жить хорошей жизнью».

## Описание
Внешне двэльф представляет собой мини-кошку, вес которой даже в зрелом возрасте редко достигает 2 кг. Отличительная черта породы — слегка загнутые назад уши (могут завиваться на 90-180 градусов) на модифицированной клиновидной морде (плоский лоб и закругленный череп), а также большие миндалевидные глаза. Несмотря на миниатюрные размеры, двэльф выглядит внушительно благодаря мускулистому телу, массивной шее и ногам. Морда кошки отличается выраженными скулами, на лбу и щеках имеются небольшие морщины.
Профиль двэльфа слегка прогнутый с круглым животиком, большими овальными лапами (причем задние ноги немного длиннее передних) и длинным кнутообразным хвостом.

## Окрас
Двэльф относится к бесшерстым кошкам, но его тело может иметь небольшой, легко ощутимый пушок, как по всему телу, так и в отдельной его части, включая края ушей, мошонку или лапы.
Расцветка кота может быть любой: белой, серой, рыжей и даже цвета темного шоколада.

## Содержание
Двэльфы теплолюбивы, не переносят резких перепадов температуры. Купать кошку следует раз в 10 дней с использованием мягких шампуней. Также рекомендуется ежедневно промывать глазки, ушки, тонкой ватной палочкой чистить нос.